# 독 (영화)
"독"은 2009년에 개봉한 대한민국의 영화이다.

## 캐스팅
- 임형국 : 형국 역
- 양은용 : 영애 역
- 류현빈 : 미애 역
- 최정우 : 박장로 역
- 길해연 : 장권사 역
- 이성민 : 동식 역
- 김현아 : 여집사 1 역
- 이서원 : 여집사 2 역
- 정의순 : 산부인과 의사 역
- 김왕근 : 경비원 역